# Biografielijst Mz

## Mzi
- Mzilikazi (1796-1868), koning van de Noord-Ndebele

## Mzj
- Vasili Mzjavanadze (1902-1988), Georgisch politicus